# Chariesthes congoensis
Chariesthes congoensis är en skalbaggsart som beskrevs av Stefan von Breuning 1948. Chariesthes congoensis ingår i släktet Chariesthes och familjen långhorningar. Inga underarter finns listade i Catalogue of Life.